# NGC 5680
NGC 5680 é uma galáxia elíptica (E-S0) localizada na direcção da constelação de Virgo. Possui uma declinação de -00° 00' 48" e uma ascensão recta de 14 horas, 35 minutos e 44,6 segundos.
A galáxia NGC 5680 foi descoberta em 12 de Abril de 1864 por Albert Marth.